# Polyalthia agusanensis
Polyalthia agusanensis là loài thực vật có hoa thuộc họ Na. Loài này được (Elmer) Merr. miêu tả khoa học đầu tiên năm 1915.